# Campionat de les Antilles Neerlandeses de futbol
El Campionat de les Antilles Neerlandeses de futbol, també conegut com Kopa Antiano, fou la màxima competició de les Antilles Neerlandeses de futbol, organitzat per la Nederlands Antilliaanse Voetbal Unie (Unió de les Antilles Neerlandeses de futbol).
El campionat era disputat pels millors equips de la Lliga de Curaçao i la Lliga de Bonaire. A més, fins a l'any 1985, fou disputat pels millors clubs de la Lliga d'Aruba.

## Història
El primer campionat de Curaçao es va organitzar l'any 1921, any en què es fundà la Federació de Curaçao (C.V.B.). Més tard es fundaren les federacions d'Aruba el 1932 (A.V.B.) i de Bonaire el 1960 (B.V.B., després de dos intents anteriors i de curta durada als anys 30 i 50).
L'any 1941 el campió de Curaçao Jong Holland va derrotar els seus homòlegs d'Aruba, RCA, per 5-2 el 16 de març de 1941 per obtenir un trofeu ofert per Ed. H. Raghunath. El partit fou organitzat per la C.V.B.
El 20 de desembre de 1941, les federacions d'Aruba i Curaçao van formar la N.A.V.B. (Nederlands Antilliaanse Voetbal Bond) que va fer dos intents d'organitzar un partit entre els campions d'ambdues illes per determinar els campions de les Antilles Holandeses: el 24 de maig de 1942 entre SUBT i RCA i el 29 de juliol de 1944 entre Jong Holland i Hollandia. El primer intent (1942) va fracassar quan el club SUBT es va retirar per un conflicte amb la C.V.B. (en canvi, el subcampió de Curaçao Jong Holland va jugar i va derrotar el RCA); el segon (1944) quan Jong Holland es va retirar, també per un conflicte amb la C.V.B. (en canvi, equips representatius de Curaçao i Aruba es van enfrontar; Jong Holland va guanyar a Hollandia per 3-0, dues setmanes abans, el 16 de juliol, amb motiu del jubileu de plata del club). La N.A.V.B. es va dissoldre el 1946.
El 1943, entre els dos intents de la N.A.V.B., els campions de Curaçao, Independiente, i els subcampions, SUBT, tots dos van jugar contra els campions d'Aruba, RCA, el cap de setmana de Setmana Santa, però aquests partits, organitzats per la C.V.B., tampoc eren oficials. El 25 d'abril de 1943, RCA va vèncer a Independiente per 4-1.
La N.A.V.U. (Nederlands Antilliaanse Voetbal Unie) va ser fundada el 5 de setembre de 1958 per l'AVB i la CVB. El 1960, va organitzar un playoff per al campionat de les Antilles Holandeses entre els dos primers clubs de Curaçao i Aruba jugant un doble ronda en tres setmanes. Les deu primeres edicions del campionat, des de 1960 fins a 1970 inclòs, es van celebrar tots en el mateix format. La BVB es va unir a la N.A.V.U. el 4 d'agost de 1963, i els campions de Bonaire (però no els subcampions) van ser admesos a l'edició de 1972 (els subcampions de Bonaire no van ser admesos fins a l'edició 1977-78). Els clubs d'Aruba van deixar d'entrar després que l'illa obtingués un estatut especial del regne dels Països Baixos el 1986. Més tard, el torneig que implicava els 2 primers de Bonaire i Curaçao va desaparèixer després de l'edició de 2010, coincidint amb la dissolució de les Antilles Neerlandeses. De fet, tres de les vuit últimes edicions celebrades només havien inclòs dos clubs de Curaçao, ja que Bonaire no va aconseguir acabar el seu campionat a temps.
El 2017, el torneig es va recuperar com a Kopa ABC, una competició eliminatòria entre els campions i subcampions d'Aruba, Bonaire i Curaçao.
Les federacions de Sint-Maarten i Sint Eustatius mai es van unir a la N.A.V.U.

## Equips participants la temporada 2007-08
- CSD Barber (Curaçao)
- UNDEBA (Curaçao)
- SV Juventus (Bonaire)
- Real Rincon (Bonaire)

## Historial
Font:
- 1960:  CRKSV Jong Holland (CUR) (1)
- 1961:  RKSV Sithoc (CUR) (1)
- 1962:  RKSV Sithoc (CUR) (2)
- 1963:  SV Veendam (CUR) (1)
- 1964: no es disputà
- 1965:  RCA (ARU) (1)
- 1966:  CRKSV Jong Colombia (CUR) (1)
- 1967:  RKSV Scherpenheuvel (CUR) (1)
- 1968:  CRKSV Jong Colombia (CUR) (2)
- 1969:  SUBT (CUR) (1)
- 1970:  SV Estrella (ARU) (1)
- 1971: no es disputà
- 1972:  CRKSV Jong Colombia (CUR) (3)
- 1973: no es disputà
- 1974:  CRKSV Jong Colombia (CUR) (4)
- 1975-76:  CRKSV Jong Colombia (CUR) (5)
- 1976-77:  CRKSV Jong Holland (CUR) (2)
- 1977-78:  CRKSV Jong Holland (CUR) (3)
- 1978-79:  CRKSV Jong Colombia (CUR) (6)
- 1979-80:  CRKSV Jong Colombia (CUR) (7)
- 1980-81:  SUBT (CUR) (2)
- 1981-82:  CRKSV Jong Holland (CUR) (4)
- 1982-83:  SUBT (CUR) (3)
- 1983:  SUBT (CUR) (4)
- 1984:  SUBT (CUR) (5)
- 1985:  UNDEBA (CUR) (1)
- 1986:  SV Victory Boys (CUR) (1)
- 1987:  UNDEBA (CUR) (2)
- 1988-89:  CRKSV Jong Colombia (CUR) (8)
- 1989-90:  UNDEBA (CUR) (3)
- 1990-91:  RKSV Sithoc (CUR) (3)
- 1991:  RKSV Sithoc (CUR) (4)
- 1992:  RKSV Sithoc (CUR) (5)
- 1993:  RKSV Sithoc (CUR) (6)
- 1994:  CRKSV Jong Colombia (CUR) (9)
- 1995-96:  RKSV Sithoc (CUR) (7)
- 1996-97:  UNDEBA (CUR) (4)
- 1997:  CRKSV Jong Colombia (CUR) (10)
- 1998: no es disputà
- 1998-99:  RKSV Sithoc (CUR) (8)
- 1999-00: no es disputà
- 2000-01:  CRKSV Jong Colombia (CUR) (11)
- 2001-02:  CSD Barber (CUR) (1)
- 2002-03:  CSD Barber (CUR) (2)
- 2003-04:  CSD Barber (CUR) (3)
- 2004-05:  CSD Barber (CUR) (4)
- 2005-06:  CSD Barber (CUR) (5)
- 2006-07:  CSD Barber (CUR) (6)
- 2007-08:  CSD Barber (CUR) (7)
- 2008-09:  SV Hubentut Fortuna (CUR) (1)
- 2009-10:  CSD Barber (CUR) (8)

## Palmarès
| Club                           | Illa    | Títols |
| ------------------------------ | ------- | ------ |
| CRKSV Jong Colombia            | Curaçao | 11     |
| Centro Social Deportivo Barber | Curaçao | 8      |
| RKV FC Sithoc                  | Curaçao | 8      |
| Sport Unie Brion Trappers      | Curaçao | 5      |
| Union Deportivo Banda Abou     | Curaçao | 4      |
| CRKSV Jong Holland             | Curaçao | 4      |
| SV Estrella                    | Aruba   | 1      |
| RKSV Scherpenheuvel            | Curaçao | 1      |
| SV Racing Club Aruba           | Aruba   | 1      |
| SV Hubentut Fortuna            | Curaçao | 1      |
| SV Veendam                     | Curaçao | 1      |
| SV Victory Boys                | Curaçao | 1      |